# مثلث کشاله ران
مثلث کشاله ران (انگلیسی: Inguinal triangle) یا مثلث هسلباخ (Hesselbach’s triangle) ناحیه مثلثی شکلی در بالای رباط مغبنی است که اضلاع آن عبارتند از:
الف) رباط مغبنی (قاعده).
ب) کناره خارجی عضله مستقیم شکمی (ضلع داخلی).
پ) خطی عمود بر نقطه میانی ناحیه مغبنی (Midinguinal point). این خط مشخص‌کننده شریان اپی گاستریک پایینی می‌باشد.
این ناحیه مثلثی از نظر فتق اهمیت دارد؛ زیرا فتق مستقیم مغبنی از طریق این مثلث و فتق غیرمستقیم مغبنی از خارج این مثلث صورت می‌گیرد.